# Das Reden nimmt kein End’
Das Reden nimmt kein End’ ist ein 1848 von Georg Herwegh verfasstes satirisches Gedicht, welches die Frankfurter Nationalversammlung in ihren ersten Anfängen kritisiert. Bekannt wurde es auch unter dem Titel Zu Frankfurt an dem Main.

## Entstehung
Herwegh schrieb Das Reden nimmt kein End’ im Sommer 1848, während er sich im Pariser Exil aufhielt. Er reagierte damit auf die Bildung der Frankfurter Nationalversammlung, von der er sich nicht viel erhoffte. Das Gedicht wurde am 7. Juli 1848 in der „Deutschen Londoner Zeitung“ erstmals veröffentlicht. Die ursprüngliche Version umfasste fünf Strophen. 1877 wurde eine um eine Strophe erweiterte Version veröffentlicht, die zwischen die vierte und die fünfte Strophe eingeschoben ist. In den Jahren nach 1968 war das Gedicht und waren besonders seine vertonten Versionen bei der außerparlamentarischen Opposition (APO) und in der Studentenbewegung populär.

## Text
Quelle:
Das Reden nimmt kein End’

Zu Frankfurt an dem Main –

Sucht man der Weisen Stein;

Sie sind gar sehr in Nöten,

Moses und die Propheten,

Präsident und Sekretäre,

Wie er zu finden wäre –

Im Parla- Parla- Parlament

Das Reden nimmt kein End’!
 

Zu Frankfurt an dem Main –

Da wird man uns befrein;

Man wird die Republiken

Im Mutterleib ersticken,

Und Bassermann und Welcker

Beglücken dann die Völker

Im Parla- Parla- Parlament

Das Reden nimmt kein End’!
 

Zu Frankfurt an dem Main –

Bald zieht der Kaiser ein!

Schon träuft der Gnade Manna,

Ihr Knechte, Hosianna!

Marty, der Schuft, Minister –

Triumph, ihr Herrn Philister!

Im Parla- Parla- Parlament

Das Reden nimmt kein End’!
 

Zu Frankfurt an dem Main –

Die Wäsche wird nicht rein;

Sie bürsten und sie bürsten,

Die Fürsten bleiben Fürsten,

Die Mohren bleiben Mohren

Trotz aller Professoren –

Im Parla- Parla- Parlament

Das Reden nimmt kein End’!
 

Zu Frankfurt an dem Main –

Ist alles Trug und Schein.

Alt-Deutschland bleibt zersplittert,

Das Kapitol erzittert,

Umringt von Feindeslagern,

Die Gänse giga-gagern –

Im Parla- Parla- Parlament

Das Reden nimmt kein End’!
 

Zu Frankfurt an dem Main –

So schlag der Teufel drein!

Es steht die Welt in Flammen,

Sie schwatzen noch zusammen,

Wie lange soll das dauern?

Dem König Schach, ihr Bauern!

Dein Parla- Parla- Parlament,

O Volk, mach ihm ein End’!

## Interpretation
Herwegh kritisiert mit seinem Gedicht die Frankfurter Nationalversammlung sehr direkt. Dies lässt sich erkennen an Passagen wie „Bald zieht der Kaiser ein“ (V.18), mit der er die Wahl von Erzherzog Johann von Österreich zum Reichsverweser umschreibt, welcher der Onkel des damaligen österreichischen Kaisers war. Weiter schließt er jede Strophe mit dem Ausdruck „Parla- Parla- Parlament“, was genauso wie „Das Reden nimmt kein End’“ Herweghs Hauptkritikpunkt, die langen ziellosen Diskussionen im Parlament, ausdrückt.
Die später zusätzlich eingefügte Strophe verspottet mit der Formulierung „Die Gänse giga-gagern“ den zum Präsidenten der Nationalversammlung gewählten Politiker Heinrich von Gagern.

## Vertonung
Man muss davon ausgehen, dass das Gedicht während der Revolution von 1848/1849 nur als Text und noch nicht als Lied im Umlauf war. Erst in den 1970er-Jahren wurde das Gedicht vertont. Den Anfang machten 1974 Hein und Oss Kröher auf ihrer LP Deutsche Lieder 1848/49 (nach der Melodie eines Studentenliedes). Es folgten einige weitere Vertonungen von unterschiedlichen Gruppierungen, darunter Ougenweide auf ihrem Album Frÿheit (1978).